# CALML4
CALML4 (англ. Calmodulin like 4) – білок, який кодується однойменним геном, розташованим у людей на 15-й хромосомі. Довжина поліпептидного ланцюга білка становить 196 амінокислот, а молекулярна маса — 21 883.
| 10         |  | 20         |  | 30         |  | 40         |  | 50         |
| ---------- |  | ---------- |  | ---------- |  | ---------- |  | ---------- |
| MAAEHLLPGP |  | PPSLADFRLE |  | AGGKGTERGS |  | GSSKPTGSSR |  | GPRMAKFLSQ |
| DQINEYKECF |  | SLYDKQQRGK |  | IKATDLMVAM |  | RCLGASPTPG |  | EVQRHLQTHG |
| IDGNGELDFS |  | TFLTIMHMQI |  | KQEDPKKEIL |  | LAMLMVDKEK |  | KGYVMASDLR |
| SKLTSLGEKL |  | THKEVDDLFR |  | EADIEPNGKV |  | KYDEFIHKIT |  | LPGRDY     |

A: Аланін

C: Цистеїн

D: Аспарагінова кислота

E: Глутамінова кислота

F: Фенілаланін

G: Гліцин

H: Гістидин

I: Ізолейцин

K: Лізин

L: Лейцин

M: Метіонін

N: Аспарагін

P: Пролін

Q: Глутамін

R: Аргінін

S: Серин

T: Треонін

V: Валін

Задіяний у такому біологічному процесі, як альтернативний сплайсинг. 